# فرانچسکو رزی
فرانچسکو رُزی (ایتالیایی: Francesco Rosi؛ ‏تلفظ در ایتالیایی: [franˈtʃesko ˈrɔːzi]؛‏زاده ۱۵ نوامبر۱۹۲۲ – درگذشته ۱۰ ژانویه ۲۰۱۵) کارگردان صاحب‌نام و جریان‌ساز ایتالیایی و یکی از مهم‌ترین چهره‌های سینمای سیاسی بود. وی برای ساخت فیلم ماجرای ماتئی (۱۹۷۲) موفق به دریافت نخل طلایی جشنواره فیلم کن شد و در سال ۱۹۶۳ نیز شیر طلایی جشنواره فیلم ونیز را برای فیلم دست‌ها روی شهر دریافت کرد.

## زندگی‌نامه
فرانچسکو رُزی در ۱۵ نوامبر ۱۹۲۲ در ناپل، ایتالیا به دنیا آمد. در دانشگاه به تحصیل حقوق پرداخت اما آن را نیمه‌کاره رها کرد و به کار تصویرگری کودک مشغول شد. پس از مدتی همکاری خود را با رادیو ناپل آغاز و در مقام نمایشنامه‌نویس و کارگردان و گاه بازیگر و تهیه‌کننده فعالیت کرد.
او در زمین می‌لرزد (۱۹۴۸) دستیار لوکینو ویسکونتی بود، فیلمی که سبک اپراتیک و نیمه مستندوارش تأثیری ساختاری بر فیلم‌های کارنامهٔ رُزی گذاشت.
رُزی دستیاری شماری از دیگر کارگردانان نامدار را نیز بر عهده داشت؛ از جمله رافائلو ماتاراتزو (شکنجه، ۱۹۵۰)، میکل‌آنجلو آنتونیونی (شکست‌خوردگان، ۱۹۵۳) و ماریو مونیچلی (ممنوع، ۱۹۵۴).
او اولین فیلمش به نام چالش (La sfida) را در ۱۹۵۸ کارگردانی کرد که به نوعی به مافیا می‌پرداخت. بعد از کارگردانی چند فیلم، مضمون ایتالیای سرمایه‌داری و فساد سیاسی جان تازه‌ای به سینمای او در دهه ۱۹۶۰ داد که به‌طور مشخص در «سالواتوره جولیانو» (۱۹۶۲) متبلور شده‌است.
سالواتوره جولیانو
«سالواتوره جولیانو» داستان یک یاغی سیسیلی بود که با صحنه‌ای که جسد گلوله خورده او را نشان می‌داد شروع می‌شد. سپس فیلم در مجموعه‌ای از فلاش‌بک‌ها به گذشته جولیانو و مافیای سیسیل می‌پرداخت، بدون این که خود جولیانو را نشان بدهد. این تکنیک که در آن شخصیت اصلی فیلم هرگز دیده نمی‌شود – جز جسدش در صحنه اول – رزی را به‌طور مشخص در مرکز سینمایی قرار داد که عناصر سینمای مدرن اروپا را با پرسش‌های سیاسی متعدد (جدایی‌طلبی، مافیا، فساد دولتی، رسانه‌ها) پیوند می‌داد.
دست‌ها روی شهر
دست‌ها روی شهر (۱۹۶۳) با شرکت هنرپیشه آمریکایی راد استایگر، نیز کنکاشی در فساد سیاسی دخیل در ساخت و ساز شهری در جنوب ایتالیا بود که برنده جایزه اصلی جشنواره فیلم ونیز شد.
ماجرای ماتئی که نخل طلایی جشنواره فیلم کن را برد، فیلمی بود که به فعالیت‌های سیاسی انریکو ماتئی، سیاست‌مدار ایتالیایی و تلاش او برای خریدن نفت کشورهایی مثل ایران و کشورهای عرب به قیمت‌هایی منصفانه‌تر از دولت‌های غربی می‌پرداخت. این فیلم با بازی جان ماریا ولونته، در دههٔ ۱۹۷۰ به یکی از کلیدی‌ترین ستارگان سینمای رُزی تبدیل شد.
لاکی لوچانو
یکی دیگر از همکاری‌های رُزی و ولونته، لاکی لوچانو (۱۹۷۴) به رابطه ارتش آمریکا و مافیای جنوب ایتالیا در دوره جنگ جهانی دوم می‌پرداخت، این که چطور آمریکا گنگستر زندانی لوچانو را آزاد می‌کند تا با استفاده از او و روابط گسترده و نفوذش در سیسیل، راه پیشروی ارتش آمریکا را هموار کند.
مسیح در ابولی توقف کرد
اما شماری از منتقدان سینمایی موفق‌ترین همکاری آن دو را در فیلم مسیح در ابولی توقف کرد (۱۹۷۹) می‌دانند که در آن ولونته یک زندانی سیاسی چپ است که در ایتالیای فاشیست به روستایی دورافتاده تبعید می‌شود و در حالی جریان زندگی روزمره مردم در این منطقه محروم را نظاره می‌کند که از ارتباط برقرار کردن با بقیه زندانیان سیاسی تبعیدی در این ده‌کوره منع شده‌است. رُزی این فیلم را بر پایه رمانی مشهور نوشته پریمو لوی نویسنده معروف ایتالیایی ساخت. این فیلم در ایران با نام «مسیح هرگز به اینجا نیامد» شناخته می‌شود.
سه برادر
سه برادر (۱۹۸۱)، تأملی بود بر رابطه سه برادر که برای مراسم تدفین مادرشان به روستای زادگاهشان برگشته‌اند.
پس از آن رُزی به سراغ فیلم‌هایی با منابع ادبی یا موسیقایی رفت. او «کارمن» (۱۹۸۴) را بر اساس اپرای کارمن ساخته ژرژ بیزه کارگردانی کرد و سپس به سراغ داستانی از گابریل گارسیا مارکز در «وقایع نگاری یک مرگ از پیش اعلام شده» (۱۹۸۷) رفت که آنتونی دلون (پسر آلن دلون) و جان ماریا ولونته را در نقش‌های اصلی داشت.
در آخرین سال دهه هشتاد، رُزی دوباره به سراغ مضمون مورد علاقه‌اش، فساد سیاسی و مافیا در جنوب ایتالیا بازگشت و «فراموش کردن پالرمو» را ساخت. در طی ساخت این فیلم مستند «خاطرات نئوپولیتن» را هم فیلم‌برداری کرد که در سال ۱۹۹۲ به نمایش درآمد. رُزی آخرین فیلمش را در ۱۹۹۷ به نام «ترک مخاصمه» و با شرکت جان تورتورو ساخت که چندان موفق نبود. در سال ۲۰۱۴ مرمت و نمایش دوباره «سالواتوره جولیانو» در سینماها نام او را به عنوان یکی از اساتید سینمای مدرن دوباره بر سر زبان‌ها انداخت.
او در ۱۹۷۲ با ساخت فیلم «ماجرای ماتئی» نخل طلای فستیوال کن را برد و در طی سال‌ها فعالیت هنری اش جوایز سینمایی دیگری از جمله شیر طلایی جشنواره فیلم ونیز را دریافت کرد.
منتقدان فیلم، سینمای رُزی را محدود به یک گونه خاص نمی‌دانند و با وجود این که او فیلم موزیکالِ اپرایی، کمدی و ملودرام هم ساخت، اما رزی بیشتر برای مجموعه‌ای از آثار دربارهٔ فساد سیاسی، مافیا و بحران‌های معاصر ایتالیای دهه ۱۹۶۰ و ۱۹۷۰ به شهرت رسیده بود.
فرانچسکو رُزی در یکی از گفتگوهایش گفته بود که وقتی فیلم «سالواتوره جولیانو» را می‌ساخت، مردم در سیسیل حتی جرأت نداشتند کلمه مافیا را بر زبان بیاورند. با جسارت این فیلم‌ساز، دنیای مافیا نه تنها روی پرده آمد و بحث‌ها و جدل‌های بی‌شمار را برانگیخت، بلکه راه را برای استودیوهای هالیوودی باز کرد تا نسخه‌های خود از دنیای مافیای جنوب ایتالیا را بسازند.
فرانچسکو رُزی بامداد روز شنبه ۱۰ ژانویه ۲۰۱۵ در هنگام خواب در سن ۹۲ سالگی در رم درگذشت.
میراث سینمایی او در کتابی نوشتهٔ میشل سیمان، «کارنامهٔ فرانچسکو رُزی» (۱۹۷۶)، موضوع تحلیلی دقیق قرار گرفته، کتابی که توسط «قاسم روبین» به فارسی ترجمه و منتشر شده‌است.

## سفر به ایران
رُزی که برای نمایش یکی از فیلم‌هایش، «اجساد عالی‌مقام»، در دهه ۱۳۵۰ خورشیدی به تهران سفر کرده بود، در ایران با فیلم‌هایی مثل «سالواتوره جولیانو» و «مسیح در ابولی توقف کرد» شناخته می‌شود، فیلم‌هایی که بارها از تلویزیون ایران به نمایش درآمده‌اند.

## جوایز و افتخارات
- ۱۹۶۲ _ خرس نقره‌ای جشنواره بین‌المللی فیلم برلین برای بهترین کارگردان «سالواتوره جولیانو»
- ۱۹۶۳ _ شیر طلایی جشنواره فیلم ونیز «دست‌ها روی شهر»
- ۱۹۷۵ _ نخل طلایی جشنواره فیلم کن برای بهترین فیلم «ماجرای ماتئی»
- ۱۹۷۹ _ جایزه طلایی جشنواره فیلم مسکو برای بهترین فیلم «مسیح در ابولی توقف کرد»
- ۲۰۰۸ _ خرس طلای افتخاری فستیوال برلین
- ۲۰۱۲ _ شیر طلای افتخاری فستیوال ونیز

## کارگردانی
- ۱۹۵۲ – پیراهن‌قرمزها
- ۱۹۵۶ – کین
- ۱۹۵۸ – مبارزه
- ۱۹۵۹ – دست‌فروشان
- ۱۹۶۲ – سالواتوره جولیانو
- ۱۹۶۳ – دست‌ها روی شهر
- ۱۹۶۵ – لحظهٔ حقیقت
- ۱۹۶۷– بیشتر از یک معجزه
- ۱۹۷۰ – مردان مخالف
- ۱۹۷۲ – ماجرای ماتئی
- ۱۹۷۳ – لاکی لوچانو
- ۱۹۷۶ – جسدهای سرشناس
- ۱۹۷۹ – مسیح در ابولی توقف کرد
- ۱۹۸۱ – سه برادر
- ۱۹۸۴ – کارمن
- ۱۹۸۷ – وقایع‌نگاری یک مرگ ازپیش‌اعلام‌شده
- ۱۹۸۹ – 12 registi per 12 città
- ۱۹۸۹ – پالرمو را فراموش کن
- ۱۹۹۲ – خاطرات ناپلی
- ۱۹۹۷ – آتش‌بس